# Pench-Nationalpark
Der Name Pench-Nationalpark (Hindi und Marathi पेंच राष्ट्रीय उद्यान) bezeichnet zwei aneinander grenzende Nationalparks in den indischen Bundesstaaten Madhya Pradesh und Maharashtra. Beide Nationalparks werden getrennt verwaltet. Die Namensgleichheit führt häufig zu Verwechslungen der beiden Parks bei Zahlenangaben. Zur Unterscheidung tragen sie auch als Beinamen die (Vor-)Namen der beiden ersten Premierminister des unabhängigen Indiens, Jawaharlal Nehru und Indira Priyadarshini Gandhi: Jawaharlal-Nehru-(Pench)-Nationalpark in Maharashtra und Indira-Priyadarshini-(Pench)-Nationalpark in Madhya Pradesh.
Der Pench-Nationalpark ist Teil des Pench-Tigerreservats. Seinen Namen trägt der Nationalpark vom Fluss Pench, der ihn in Nord-Süd-Richtung durchfließt.

## Geographie und Klima

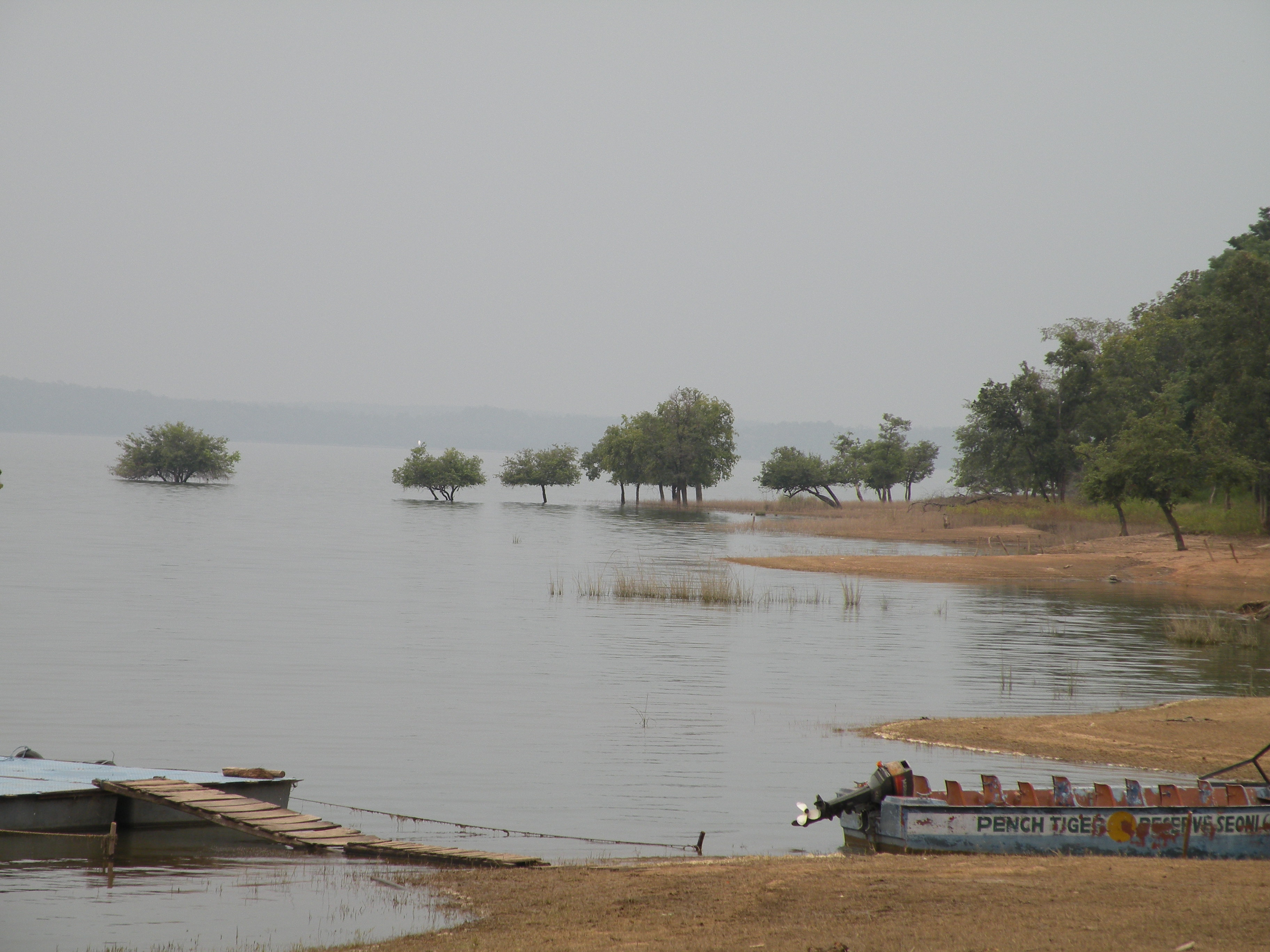
Pench-Stausee

Der Nationalpark liegt an der Grenze der beiden Bundesstaaten Madhya Pradesh und Maharashtra in den südlichen Ausläufern des Satpuragebirges. Im nördlichen Madhya Pradesh erstreckt er sich über die Distrikte Chhindwara und Seoni und im südlichen Maharashtra über den Distrikt Nagpur. Der von Norden nach Süden fließende Fluss Pench teilt den Nationalpark sowohl im südlichen, als auch im nördlichen Teil in zwei annähernd gleich große Hälften. Im Norden markiert der Fluss zusätzlich die Distriktgrenze zwischen Chhindwara und Seoni.
Durch einen 1987 errichteten Staudamm wurden 74 km² überflutet, davon 54 km² in Madhya Pradesh und 20 km² in Maharashtra.
Die Höhe über dem Meeresspiegel im südlichen Anteil beträgt zwischen 275 und 652 Metern.
Klimatisch können vier Jahreszeiten unterschieden werden: Sommer (März–Juni), Monsunzeit (Juli–August), Nachmonsunzeit (September–Oktober) und Winter (November–Februar). Die Temperatur im Winter kann bis auf minimal −2 °C abfallen und im Sommer auf bis maximal 49 °C ansteigen. Etwa 80 Prozent des Jahresniederschlags von ungefähr 1400 mm fallen während des Südwestmonsuns zwischen Juli und September.

## Geschichte

### Nationalpark
Die relativ unberührte Natur und der Wildreichtum des späteren Nationalparks waren schon zur Zeit Britisch-Indiens bekannt. Ein Teil der Handlung in Rudyard Kiplings Dschungelbuch spielt in dieser Region. 1929 wurden Teile als Waldnaturschutzgebiet (reserve forest) unter Schutz gestellt. Am 22. November 1975 wurde ein 257,26 km² großes Gebiet in Maharashtra zum Nationalpark erklärt. Die Regierung Madhya Pradeshs erklärte am 30. September 1977 ein 449,39 km² großes angrenzendes Gebiet zum Wildreservat (game sanctuary), und am 1. März 1983 erhielt ein 292,85 km² großer Anteil daraus den Status eines Nationalparks. Zusammengenommen umfasst der Pench-Nationalpark damit eine Fläche von 550,11 km².

### Tigerreservat
In den Jahren 1992–1993 wurde in Madhya Pradesh das Pench-Tigerreservat eingerichtet. Das Reservat umfasste eine Gesamtfläche von 1179,63225 km², mit einer 411,33 km² großen Kernzone aus dem Pench-Nationalpark und dem Pench-Mowgli-Naturschutzgebiet, sowie einer 768,30225 km² großen umliegenden Pufferzone. Am 18./23. Februar 1999 folgte die Einrichtung eines 741,22 km² großen Tigerreservats in Maharashtra mit 257,26 km² großer Kernzone und 483,96 km² großer Pufferzone.

## Flora und Fauna

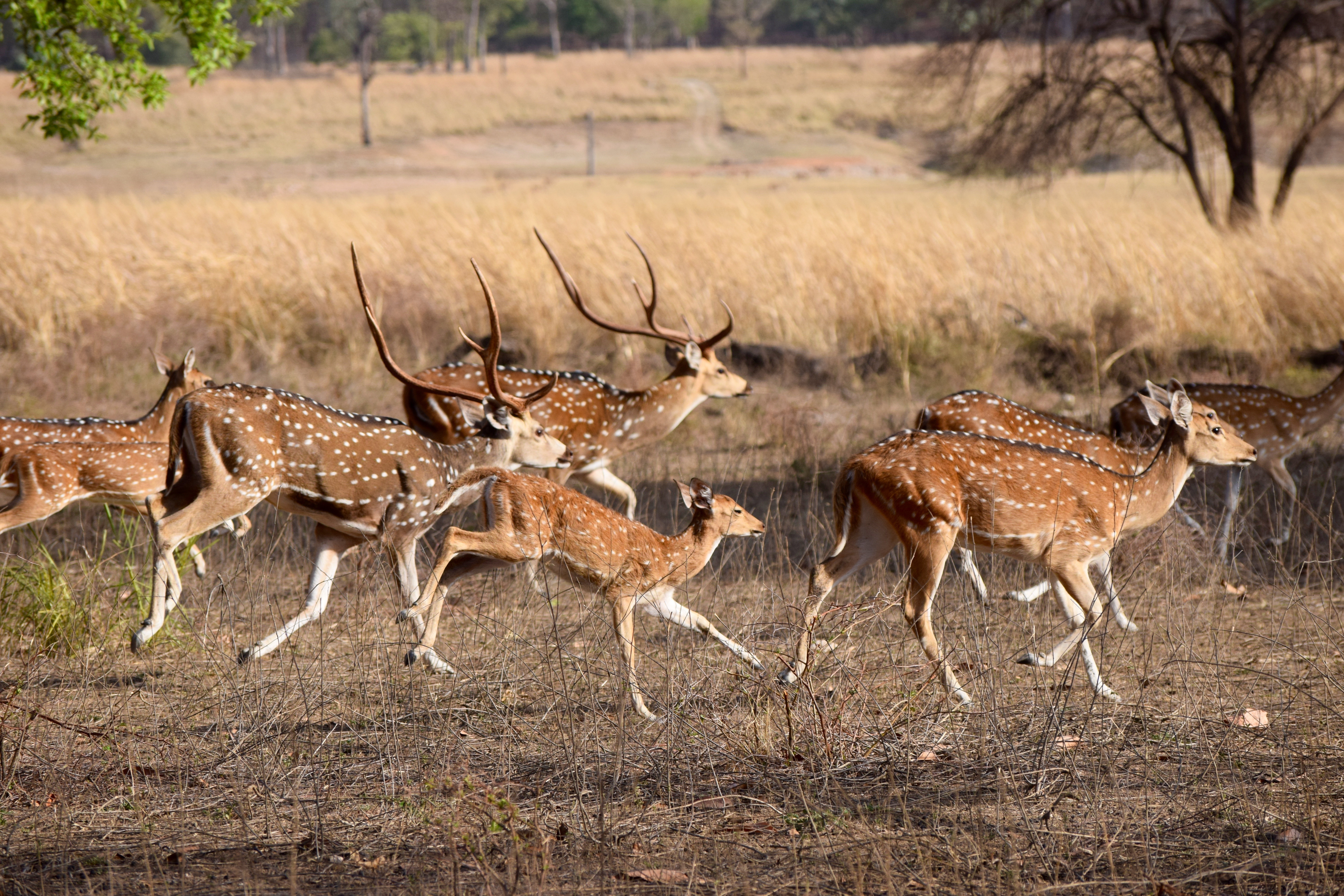
Axishirsche

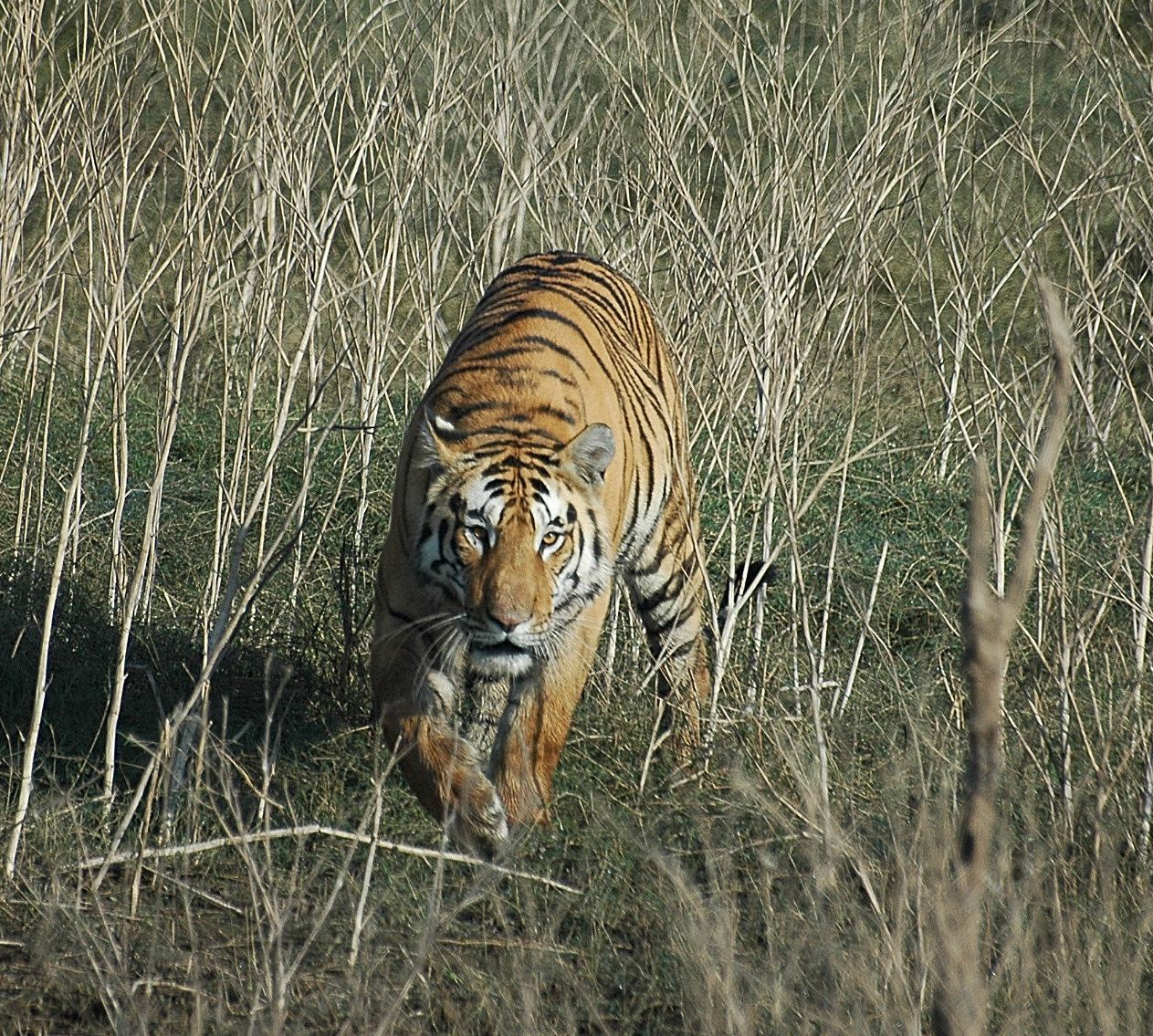
Tiger im Pench-Nationalpark

Zur Flora und Fauna des Nationalparks existieren keine Übersichtsarbeiten, die die Flora und Fauna beider Teile des Parks zusammenfassend abhandeln, lediglich einzelne Abhandlungen, die sich mit Teilaspekten des südlichen oder nördlichen Anteils befassen. Da der südliche und nördliche Anteil ein zusammenhängendes Gebiet bilden, ist davon auszugehen, dass sich Flora und Fauna in beiden Anteilen des Nationalparks nicht grundlegend unterscheiden.

### Flora
Die dominierende Flora im Nationalpark ist der tropische Trockenwald. Häufige Baumarten sind Teakbaum, Terminalia elliptica, Lagerstroemia parviflora, Cleistanthus collinus, Lannea coromandelica, Anogeissus latifolia, Dalbergia paniculata, Pterocarpus marsupium, Haldina cordifolia, Boswellia serrata und Diospyros melanoxylon.

### Fauna
Zu den im Nationalpark zu findenden Karnivoren zählen Tiger, Leopard, Rothund, Hyänen, Lippenbär, Rohrkatze, Kleine Indische Zibetkatze, Fleckenmusang, Indischer Mungo, Schakal und Honigdachs. Zu den im Park vorkommenden Herbivoren zählen Sambar, Axishirsch, Indischer Muntjak, Indien-Kantschil, Gaur, Vierhornantilope, Nilgauantilope. Weitere größere Säugetiere im Nationalpark sind Wildschwein, Indische Languren, Rhesusaffe und Königsriesenhörnchen. Es wurden mehr als 164 Vogelarten dokumentiert.
Von erheblicher Bedeutung sind große Korridore, die verschiedene Reservatsgebiete und Nationalparks miteinander verbinden, so unter anderem der 160 Kilometer lange Kanha-Pench-Korridor, der den Pench-Nationalpark bzw. das Tigerreservat mit dem Kanha-Nationalpark bzw. Tigerreservat verbindet. Diese Korridore ermöglichen einen Austausch und eine Wanderung von Wildtierpopulationen, beispielsweise von Tigern. Die Integrität dieser Korridore ist durch Straßen- bzw. Autobahnprojekte, die die Korridore zerschneiden, stark gefährdet.

## Tourismus
In Madhya Pradesh gibt es drei Eingänge zum Nationalpark:
- Turia im Osten vom National Highway 44 (Nagpur–Jabalpur) kommend: 21° 44′ 20,6″ N, 79° 20′ 12,8″ O
- Karmajhiri (weniger benutzt) im Norden über den State Highway 46 und die MD4218 kommend: 21° 49′ 34,8″ N, 79° 19′ 9,6″ O
- Jamtara (weniger benutzt) im Norden (Zugang wie oben): 21° 50′ 22,6″ N, 79° 14′ 49,3″ O